# Ladepunkt
Ein Ladepunkt ist – laut Definition der Richtlinie 2014/94/EU – „eine Schnittstelle, mit der zur selben Zeit entweder nur ein Elektrofahrzeug aufgeladen oder nur eine Batterie eines Elektrofahrzeugs ausgetauscht werden kann.“ Das Augenmerk ist hierbei insbesondere auf „zur selben Zeit“ und „nur ein“, im Sinne von „nur ein einziges Elektrofahrzeug“ (und nicht mehrere), zu richten.
Eine Ladestation kann einen oder mehrere Ladepunkte zur Verfügung stellen. Die Anzahl der Ladepunkte gibt also an, wie viele Elektrofahrzeuge gleichzeitig geladen werden können.

## Differenzierung
In der Richtlinie 2014/94/EU wird zwischen Normalladepunkt und Schnellladepunkt unterschieden.

### Normalladepunkt
Ein „‚Normalladepunkt‘ ist ein Ladepunkt, an dem Strom mit einer Ladeleistung von höchstens 22 kW an ein Elektrofahrzeug übertragen werden kann, mit Ausnahme von Vorrichtungen mit einer Ladeleistung von höchstens 3,7 kW, die in Privathaushalten installiert sind oder deren Hauptzweck nicht das Aufladen von Elektrofahrzeugen ist und die nicht öffentlich zugänglich sind.“

### Schnellladepunkt
Ein „‚Schnellladepunkt‘ ist ein Ladepunkt, an dem Strom mit einer Ladeleistung von mehr als 22 kW an ein Elektrofahrzeug übertragen werden kann.“

### Öffentlich zugängliche Ladepunkte
Ladepunkte, die im Sinne dieser Richtlinie „öffentlich zugänglich“ sind, müssen für alle Nutzer nicht-diskriminierend zugänglich sein.

## Ladestandards
Um Interoperabilität zu gewährleisten, fordert die Richtlinie, dass bei Neuerrichtungen
- jeder Wechselstrom-Normalladepunkt für Elektrofahrzeuge mit einer Typ-2-Steckdose oder einer Typ-2-Kupplung (mitsamt Ladekabel) nach der Norm DIN EN 62196-2,
- jeder Wechselstrom-Schnellladepunkt für Elektrofahrzeuge mit einer Typ-2-Kupplung (mitsamt Ladekabel) nach DIN EN 62196-2 und
- jeder Gleichstrom-Schnellladepunkt für Elektrofahrzeuge mit einer Kupplung gemäß CCS Combo 2 (mitsamt Ladekabel) nach DIN EN 62196-3 auszurüsten ist.

Anschlüsse nach anderen Ladesystemen oder -standards (z. B. Typ 1) sind dabei nur noch zusätzlich, aber nicht mehr als alleiniges Angebot erlaubt.

## Umsetzung in nationales Recht
Am 22. Oktober 2014 trat die EU-Verordnung „Richtlinie 2014/94/EU des Europäischen Parlaments und des Rates über den Aufbau der Infrastruktur für alternative Kraftstoffe“ in Kraft. Die Umsetzung in nationales Recht obliegt den EU-Mitgliedsstaaten.

### Deutschland
In Deutschland wurden die europäischen Vorgaben der Richtlinie 2014/94/EU mittels der Ladesäulenverordnung (LSV) in deutsches Recht umgesetzt. In dieser Verordnung werden ausschließlich öffentlich zugängliche Ladepunkte reguliert (§ 1 LSV).
Regulierungsbehörde ist die Bundesnetzagentur. Errichtung, Umbau und Außerbetriebnahme von Normal- und Schnellladepunkten sind durch den Betreiber dort anzuzeigen.
Die Bundesnetzagentur stellt seit dem 18. April 2017 Daten zu öffentlich zugänglichen Ladepunkten in Deutschland in Form der Ladesäulenkarte (auch Ladesäulenregister) öffentlich zur Verfügung.

### Österreich
In Österreich wurde die Richtlinie 2014/94/EU durch das „Bundesgesetz zur Festlegung einheitlicher Standards beim Infrastrukturaufbau für alternative Kraftstoffe“ umgesetzt.
Gemäß § 22a E-ControlG hat die Regulierungsbehörde E-Control ein öffentliches Ladepunkteregister – auch Ladestellenverzeichnis genannt – zu führen, in dem die in Österreich öffentlich zugänglichen Ladepunkte verzeichnet sind.